# Ichnanthus
Ichnanthus is een geslacht uit de grassenfamilie (Poaceae). De soorten van dit geslacht komen voor in Amerika, Afrika, India en Australië. Voorbeelden van soorten zijn Ichnanthus nemorosus, Ichnanthus pallens en Ichnanthus tenuis.